# Brachypodius
Brachypodius (лат.) — род воробьинообразных птиц из семейства бюльбюлевых (Pycnonotidae). Представители рода распространены в Индии и Юго-Восточной Азии. Ранее всех представителей рода Brachypodius помещали в род Pycnonotus.

## Виды
В состав рода включают 4 вида:
- Сероголовый настоящий бюльбюль (Brachypodius priocephalus)
- Черноголовый настоящий бюльбюль (Brachypodius melanocephalos)
- Brachypodius fuscoflavescens
- Очковый настоящий бюльбюль (Brachypodius nieuwenhuisii)